# Sabri Godo
Sabri Godo (Delvinë, 8 augustus 1929 – Tirana, 3 december 2011) was een Albanees politicus en cineast.
Sabri Godo maakte onder het communistisch bewind diverse films. In januari 1991 was hij medeoprichter van de gematigd conservatieve Republikeinse Partij van Albanië (Partia Republikane e Shqipërisë, PRSh). Zijn partij maakt sindsdien deel uit van menig coalitiekabinet. Bij de laatste parlementsverkiezingen 3 juli 2005 verkreeg de PRSh als onderdeel van de Unie voor de Overwinning (Bashkimi për Fitoren) 11 zetels in de 140 zetels tellende Volksvergadering van Albanië (Albanees parlement).

## Filmografie
- Intendanti (1980)[1]
- Dritat e qytezës (1983)[2]